# Canal de calci

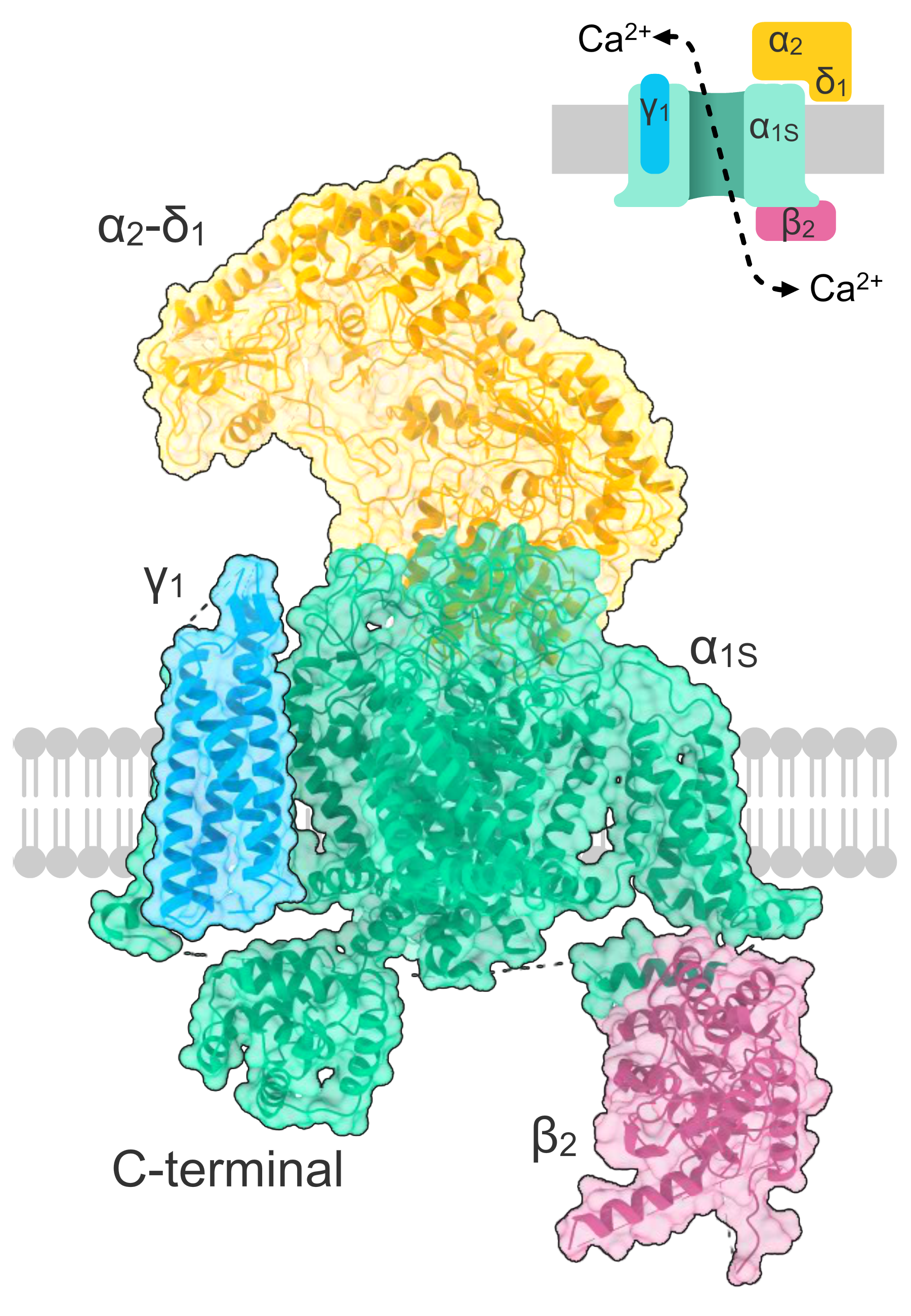
Canal de calci Cav1.1, un exemple de canal de calci voltatge-dependent.

Un canal de calci és un canal iònic, situat en la membrana cel·lular, que mostra una permeabilitat selectiva pels ions de calci. Generalment, la seva funció és permetre l'entrada d'ions calci cap al citosol des de l'exterior de la cèl·lula o dels orgànuls intracel·lulars on aquest ió s'emmagatzema.
Segons la seva activació, es diferencien dos tipus de canals de calci:
- Voltatge-dependent: l'obertura del canal es produeix quan el potencial de membrana arriba a un valor determinat.[3]
- Lligand-dependent: l'obertura del canal es desencadena per una molècula específica.[4]

Les seves funcions són crucials pel correcte desenvolupament d'una àmplia gamma de mecanismes fisiològics, entre ells la transmissió dels impulsos nerviosos i la plasticitat sinàptica, la contracció muscular la regulació de l'adipogènesi o l'activació de gens.

## Classificació
Els canals de calci són un conjunt de proteïnes amb funció similar, però molt divers quant a estructura i regulació. Les següents taules enumeren alguns dels canals de calci coneguts, tant voltatge-dependents com lligand-dependents.

### Canals de calci voltatge-dependents
Els canals de calci voltatge-dependents es divideixen en tres grups segons el voltatge necessari per desencadenar la seva obertura: (1) activats per alt voltatge (tipus L, N i P/Q), (2) activats per voltatge intermedi (tipus R) i (3) activats por baix voltatge (tipus T). Alguns autors classifiquen els canals tipus R com a activats per alt voltatge.
| Tipus                                                                      | Voltatge activador | Subunitat α1 que contenen (gen)                                     | Altres subunitats del canal    | Localització tissular |
| -------------------------------------------------------------------------- | ------------------ | ------------------------------------------------------------------- | ------------------------------ | --- |
| Canal de calci tipus L (de l'anglès "Long-Lasting" o també "Receptor DHP") | Alt voltatge       | Cav1.1 (CACNA1S) Cav1.2 (CACNA1C) Cav1.3 (CACNA1D) Cav1.4 (CACNA1F) | α₂δ, β, γ                      | Múscul esquelètic, múscul llis, os (osteoblasts), miòcits ventriculars (responsables del potencial d'acció prolongat en cèl·lules cardíaques; també anomenats receptors DHP), dendrites i espines dendrítiques de neurones corticals. |
| Canal de calci tipus N ("Neural"/"No-L")                                   | Alt voltatge       | Cav2.2 (CACNA1B)                                                    | α₂δ/β1, β₃, β₄, possiblement γ | En tot l'encèfal i sistema nerviós perifèric. |
| Canal de calci tipus P/Q ("Purkinje")                                      | Alt voltatge       | Cav2.1 (CACNA1A)                                                    | α₂δ, β, possiblement γ         | Neurones de Purkinje i cèl·lules granulars del cerebel. |
| Canal de calci tipus R ("Residual")                                        | Voltatge intermedi | Cav2.3 (CACNA1E)                                                    | α₂δ, β, possiblement γ         | Cèl·lules granulars del cerebel, altres neurones. |
| Canal de calci tipus T ("Transitori")                                      | Baix voltatge      | Cav3.1 (CACNA1G) Cav3.2 (CACNA1H) Cav3.3 (CACNA1I)                  |                                | Neurones, cèl·lules amb activitat marcapassos, còrtex adrenal, osteòcits i tàlem). |

### Canals de calci lligand-dependents

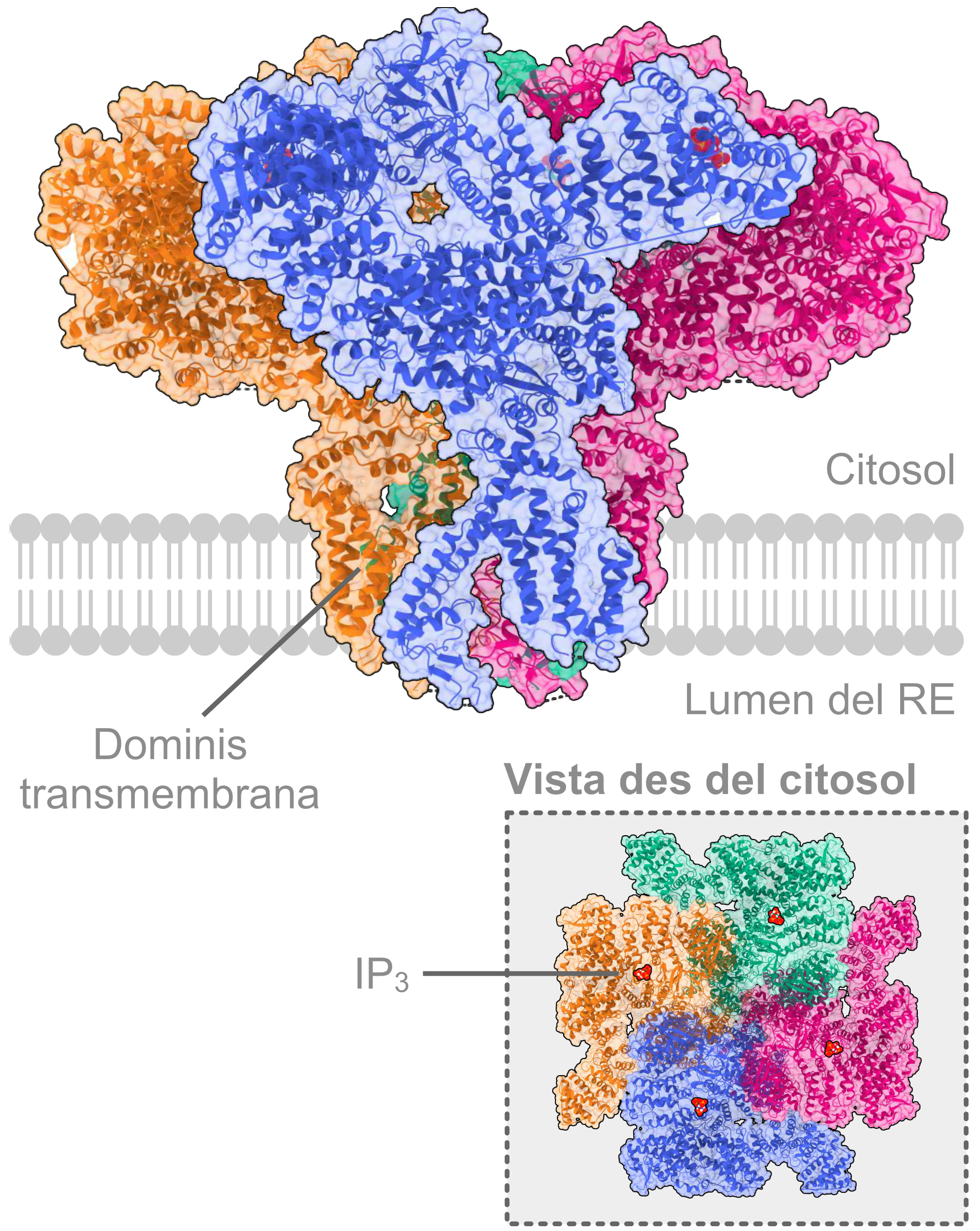
Receptor d'inositol trifosfat, un exemple de canal de calci lligand-dependent.

Els canals de calci dependents de lligand responen a molècules particulars i s'expressen en orgànuls cel·lulars específics. D'aquesta forma, les cèl·lules poden activar la seva funció en un moment particular (quan la concentració del lligand augmenta) i en una localització intracel·lular determinada (allà on s'expressa el canal).
| Tipus                         | Lligand | Gen                                             | Localització                                                                                                | Funció                                                                                                |
| ----------------------------- | --- | ----------------------------------------------- | --- | --- |
| Receptor d'inositol trifosfat | IP₃ | ITPR1, ITPR2, ITPR3                             | RE/RS | Allibera calci des del RE/RS en resposta a la via GPCR/IP₃                                            |
| Receptor de rianodina         | Receptors de dihidropiridina en els túbuls T i concentracions elevades de calci (alliberament de calci induït per calci) | RYR1, RYR2, RYR3                                | RE/RS | Alliberament de calci induït per calci en miòcits                                                     |
| Canals de dos pors            | Àcid nicotínic-adenina dinucleòtid fosfat (NAADP)                                                                        | TPCN1, TPCN2                                    | Membranes dels endosomes i lisosomes                                                                        | Transport de calci activat per NAADP a través de membranes endosomals/lisosomals                      |
| Canals CatSper                | Calci (alliberament de calci induït per calci) i canvis en el pH del medi                                                | Família PKD2                                    | Flagell dels espermatozoides                                                                                | Migració dels espermatozoides en el tracte reproductiu femení.                                        |
| Receptor P2X                  | ATP | P2RX1, P2RX2, P2RX3, P2RX4, P2RX5, P2RX6, P2RX7 | Sistema nerviós central i perifèric, múscul cardíac, llis i esquelètic, conducte deferent i bufeta urinària | Regular la neurotransmissió i la contracció muscular en funció del nivell energètic (ATP) disponible. |

## Senyalització cel·lular
La funció dels canals de calci està estretament lligada a la senyalització per calci. Les cèl·lules regulen la concentració de calci al seu interior per identificar i respondre als canvis en el medi. En estat basal, el calci és més abundant en el medi extern (10-3M) que a l'interior de les cèl·lules eucariotes (10-7M). Com a excepció, alguns orgànuls intracel·lulars emmagatzemen altes concentracions d'aquest ió, com el reticle endoplasmàtic, el reticle sarcoplasmàtic i els mitocondris.
L'activació dels canals de calci, sigui per voltatge o per unió a lligand, causa l'obertura momentània del seu por i el pas a favor de gradient de calci. A la pràctica, els canals de calci situats a la membrana plasmàtica permeten l'entrada de calci des de l'exterior al citosol, mentre que els canals de calci dels orgànuls permeten l'alliberació des de l'orgànul cap al citosol. L'obertura dels canals de calci és controlada de forma espacial i temporal, fet que permet que l'augment de concentració de calci ocorri en una regió precisa propera al voltant del canal. Segons la magnitud d'obertura del canal o conjunt de canals de calci, es distingeixen quatre tipus d'organitzacions espaitemps de senyalització per calci, de petita a gran: blips o quarks, puffs o sparks, onades intracel·lulars i onades intercel·lulars.
Al seu torn, l'entrada de calci activa certes proteïnes de senyalització cel·lular sensibles a la unió d'ions de calci. Alguns exemples de proteïnes activades per calci són la proteïna cinasa C, la calmodulina i la sinaptotagmina. Si aquestes es situen properes a un canal de calci, quan augmenti la concentració de calci, s'activen i actuen sobre el següent component de la cascada de senyalització. Aquestes proteïnes participen en la regulació d'importants processos cel·lulars com la contracció muscular o l'exocitosi de neurotransmissors i hormones.
Per finalitzar la senyal cel·lular, es produeix el tancament dels canals de calci i l'eliminació de l'ió del citosol. Això últim s'aconsegueix gràcies a ATPases de calci o bombes Na+/Ca2+, que utilitzen energia cel·lular per retornar el calci en contra de gradient bé cap a l'exterior cel·lular o bé dins del reticle endoplasmàtic o dels mitocondris.

## Farmacologia

### Blocadors
Els blocadors dels canals de calci, també anomenats antagonistes del calci, són una classe de fàrmacs àmpliament emprada per tractar la hipertensió arterial i les malalties cardiovasculars i renals que apareixen quan aquesta es cronifica.

## Importància clínica
Les anomalies en el funcionament d'aquesta ultraestructura de la cèl·lula estan implicades en l'origen de malalties com la paràlisi periòdica hipopotassèmica, l'epilèpsia, la migranya amb aura, la poliquistosi renal, la hipertèrmia maligna, la malaltia de Parkinson el fetge gras no alcohòlic i diversos trastorns del sistema de conducció elèctrica del cor relacionats amb canalopaties de naturalesa autoimmunitària que alteren la quantitat del calci intracel·lular atrial.